# ورشدورف
ورشدورف (به آلمانی: Vorchdorf) یک منطقهٔ مسکونی در اتریش است که در ناحیه گموندن واقع شده‌است. ورشدورف ۴۷٫۷ کیلومتر مربع مساحت دارد ۴۱۴ متر بالاتر از سطح دریا واقع شده‌است.